# Хлорид ниобия(IV)
Хлорид ниобия(IV) — неорганическое соединение, соль металла ниобия и соляной кислоты с формулой NbCl4,
коричневые кристаллы,
растворимые в воде.

## Получение
- Действие хлора на нагретый ниобий:

{\displaystyle {\mathsf {Nb+2Cl_{2}\ {\xrightarrow {450^{o}C}}\ NbCl_{4}}}}
- Восстановление ниобием, алюминием, железом и другими металлами хлорида ниобия(V):

{\displaystyle {\mathsf {Nb+4NbCl_{5}\ {\xrightarrow {200-400^{o}C}}\ 5NbCl_{4}}}}

## Физические свойства
Хлорид ниобия(IV) образует коричневые кристаллы
моноклинной сингонии,
пространственная группа C 2/m,
параметры ячейки a = 1,232 нм, b = 0,682 нм, c = 0,821 нм, β = 134°, Z = 4.
Кристаллы оптически анизотропны.
Устойчив в сухом воздухе и разлагается во влажном.
Растворяется в воде без доступа воздуха. Концентрированный раствор окрашен в ярко-синий цвет. При разбавлении раствор становится зелёным, а затем коричневым.

## Химические свойства
- Разлагается (диспропорционирует) при нагревании:

{\displaystyle {\mathsf {2NbCl_{4}\ {\xrightarrow {300^{o}C}}\ NbCl_{3}+NbCl_{5}}}}
- С хлоридами щелочных металлов образует термически устойчивые соединения состава Me2NbCl6:

{\displaystyle {\mathsf {NbCl_{4}+2KCl\ {\xrightarrow {}}\ K_{2}NbCl_{6}}}}